# Después que te perdí
«Después que te perdí» es una canción del rapero puertorriqueño Jon Z y el cantante español Enrique Iglesias. La canción fue lanzada el 13 de marzo de 2019.

## Antecedentes
Esta es otra versión de la versión original de Jon Z. La versión original de Jon Z se lanzó el 15 de febrero de 2019.

## Vídeo musical
El vídeo musical de la canción fue lanzado el 13 de marzo de 2019. Filamdo en Colorado, Estados Unidos.

## Carteleras
| Cartelera (2019)                 | Posición más alta |
| -------------------------------- | ----------------- |
| Argentina (Argentina Hot 100)    | 99                |
| Mexico Airplay (Billboard)       | 28                |
| Puerto Rico (Monitor Latino)     | 5                 |
| Estados Unidos (Hot Latin Songs) | 27                |

## Historial de lanzamientos
| Región         | Fecha               | Formato                     | Etiqueta |
| -------------- | ------------------- | --------------------------- | -------- |
| Estados Unidos | 13 de marzo de 2019 | Descarga digital, Streaming | Sony     |